# バングー

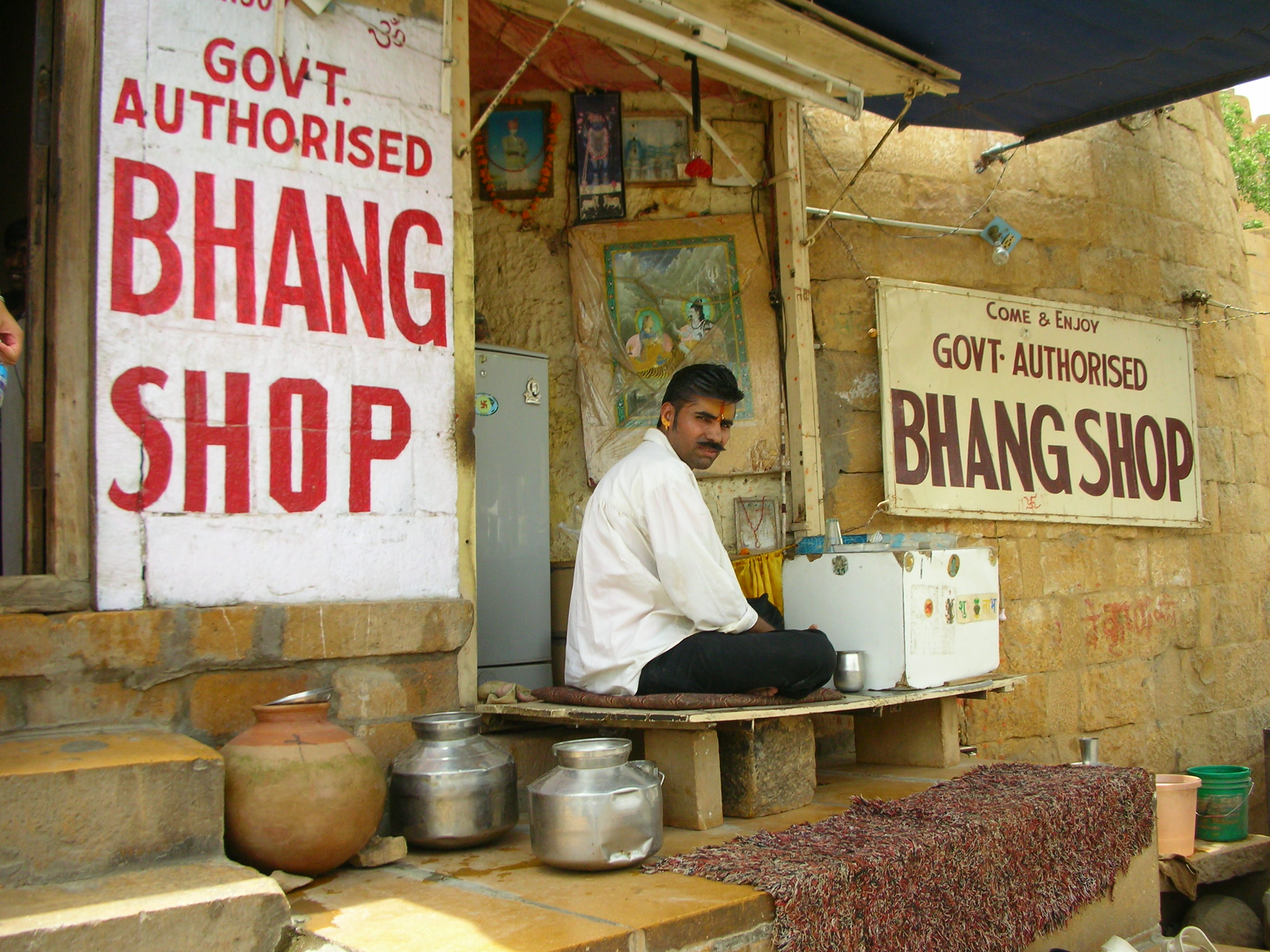
ラージャスターン州、ジャイサルメールのバングー・ショップ。

バングー（Hindi: भांग）またはバングは大麻製品である。インド亜大陸では宗教的意義から、または嗜好品として、あるいは薬効を期待して食べ物や飲み物に混ぜる形で伝統的に用いられている。

## インド亜大陸
インド亜大陸ではバングーは酩酊を催させる目的で何世紀にもわたり使用されてきた。インドやネパールでは例えばホーリーやシヴァラトリといったヒンドゥー教の祭りにおいてバングーが配られ、人々が摂取する様子を目にすることができる。

## 歴史
インドではバングーの文化はヴェーダ時代から存在しており、北インドの文化においては不可分の要素である。サドゥはより深い瞑想を得るためにバングーを用いサマーディを達成する。バングー、大麻はスーフィーの間でも精神的恍惚へ至るために補助的に用いられている。
1596年、オランダの商人リンスホーテンは旅の記録の中でバングー（Bangue）について3ページを割いて記述している。その中で彼はエジプトのハシシ、トルコのボザ、同じくトルコのベルナヴィ（Bernavi）、アラビアのブルジュ（Bursj）といった形で同様に消費されているとも記述している。
歴史家のリチャード・ディヴンポート＝ハインズは、最初にバングーを体験した西洋人はイギリスの商人、トーマス・ボウリィであるとしている。

## 製法とバングー製品

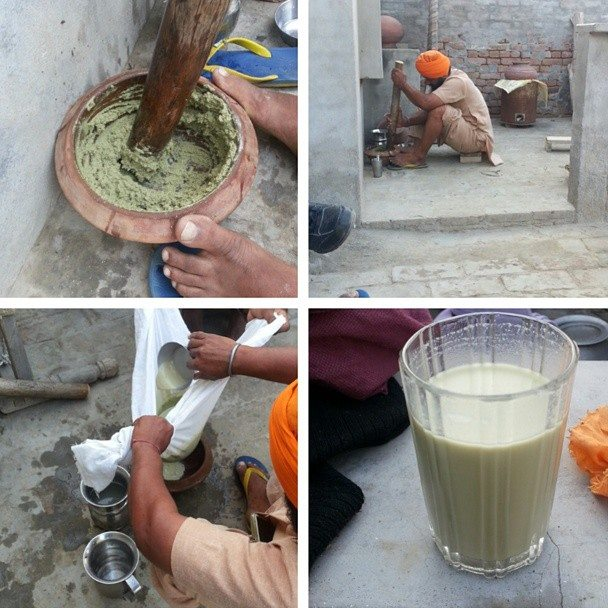
バングードリンクを作る過程。

インド亜大陸ではどこのガート（沐浴場）にもバングーを作っている人々を目にすることができる。臼と杵を用い、大麻の花と葉をすりつぶしてペースト状にする。そこにミルク、ギー（バターのようなもの）、スパイスが加えられる。このペーストをタンダイ（牛乳ベースの飲み物）に加えると「バング・タンダイ」、「バング・ラッシー」などと呼ばれ、アルコール代わりに飲用される。あるいはバングーにギーと砂糖を加えハルヴァ（菓子の一種）として、またはゴリー（golee）と呼ばれるキャンディとして用いられることもある。

## 文化
バングーはインド亜大陸においては不可分のものとして文化、伝統に組み込まれている。
インドの農村部では大麻は薬効を持つ植物として受け入れられている。ただしく服用することで赤痢、日射病に効果があり、解熱、痰切り作用が期待でき、消化、食欲を促し、さらには言語障害や構音障害にも効果があり、注意力が増すと考えられている。。